# Eusebi d'Èmesa
Eusebi (grec antic: Εὐσέβιος, Eusèbios) fou un bisbe d'Èmesa del segle iv, nascut a finals del segle iii. Era un home molt culte i respectat deixeble d'Eusebi de Cesarea i altres. Va anar a Alexandria i es va dedicar a la filosofia; després es va traslladar a Antioquia, on va esdevenir íntim amic de Flacil, el bisbe local, i fou ordenat sacerdot.
En aquest temps, Atanasi fou deposat de la seva seu d'Alexandria, i Eusebi, bisbe de Constantinoble, va mirar de nomenar al seu lloc Eusebi, però aquest va refusar, perquè pensava que el poble d'Alexandria era fidel al deposat; no obstant això, va acceptar el nomenament com a bisbe d'Èmesa. Però, quan va prendre possessió, fou expel·lit per un tumult popular, atès que va córrer el rumor que era un bruixot (pels seus estudis astronòmics). Va fugir a Laodicea, on fou acollit per Jordi, el bisbe local, mercès el qual fou restaurat a Èmesa.
Fou amic de l'emperador Constanci II al que va acompanyar en algunes expedicions militars. Va morir a Antioquia vers el 360. Fou acusat de sabel·lianisme però sembla que l'acusació no era correcta. Va escriure diversos tractats (un contra els jueus) i homilies.
Molts dels seus sermons es conserven, encara que no sempre han estat reconeguts com la seva obra. Butyaert va descobrir un manuscrit a Troyes el 1914 que contenia una traducció llatina d'alguns sermons. Una col·lecció també existeix en armeni, combinada amb alguns sermons de Severià de Gabala.